# Daniel Auber
Daniel François Esprit Auber (Caen, 29 gennaio 1782 – Parigi, 13 maggio 1871) è stato un compositore francese.

## Biografia
Figlio di un venditore di stampe parigino e destinato dal padre al commercio di stampe, gli fu concesso tuttavia di indulgere alla sua passione per la musica: imparò a suonare diversi strumenti in tenera età dal compositore tirolese Josef Alois Ladurner (7 marzo 1769 – 20 febbraio 1851). Compiuti i vent'anni, venne inviato a Londra dal padre a completare gli studi finanziari; fu costretto a lasciare l'Inghilterra a causa della rottura del trattato di Amiens, nel 1804.
Aveva già mosso i primi passi verso la composizione, e a questo momento già prodotto diversi "concertos pour basse", alla maniera del violoncellista Lamarre, nel cui nome vennero pubblicati. I complimenti fattigli per il suo concerto per violino, che venne eseguito al Conservatoire de Paris da Jacques Féréol Mazas, lo incoraggiarono a rimettere mano a una vecchia opera buffa, Julie, nel 1811. Conscio della necessità di uno studio regolare nell'arte da lui scelta, si mise sotto il severo insegnamento di Luigi Cherubini, grazie al quale le capacità del giovane compositore vennero considerevolmente sviluppate.
Nel 1813 la reazione sfavorevole al suo debutto operistico, Le séjour militaire, mise fine per qualche tempo ai suoi tentativi come compositore. Ma il fallimento aziendale e la morte del padre, avvenuta nel 1819, lo spinsero ancora una volta verso la musica, e a fare di essa il suo mestiere. Scrisse un'altra opera, Le testamente et les billets-doux, ma la reazione della critica non fu migliore della precedente. Tuttavia perseverò: venne premiato dal successo di La bergère châtelaine, un'opera in tre atti.
Fu l'inizio di una lunga serie di brillanti successi. Nel 1822 cominciò la sua lunga associazione con il librettista Eugène Scribe; Leicester, la loro prima collaborazione, è importante anche per le evidenti influenze di Gioachino Rossini. Nonostante alcune similitudini, il suo stile era marcatamente individuale, caratterizzato da leggerezza, vivacità, grazia, eleganza e chiarezza: tipicamente francese.
Auber raggiunse il suo massimo trionfo musicale con La muette de Portici, conosciuta anche col nome del suo eroe, Masaniello. Dopo la prima a Parigi nel 1828, diventò rapidamente un successo in tutta Europa, e la sua ouverture e le sue arie risuonavano ovunque. Il duetto Amour sacré de la patrie fu accolta come una nuova Marsigliese; la tradizione vuole anche che l'esecuzione a Bruxelles del 25 agosto 1830, con Adolphe Nourrit nel ruolo del tenore, causò la rivolta che si sarebbe poi evoluta nella "Rivoluzione belga" che scacciò gli olandesi.
Vari riconoscimenti testimoniarono l'apprezzamento del pubblico per le composizioni di Auber. Nel 1829 fu eletto membro dell'Istituto, l'anno successivo fu nominato direttore dei concerti di corte, e, nel 1842, per volere di Luigi Filippo, successe a Cherubini come direttore del Conservatoire. Fu anche grand'ufficiale della Legion d'Onore dal 1825, dove raggiunse il livello di commendatore nel 1847. Napoleone III fece di Auber il Maître de Chapelle imperiale nel 1857. I suoi modi affascinanti, la sua parlata abile, e la sua sempre disponibile gentilezza e beneficenza conquistarono per lui un posto sicuro nel rispetto dei suoi concittadini. Rimase nella sua vecchia casa durante l'assedio tedesco di Parigi, 1870-71; l'assedio durante la Comune di Parigi con tutte le difficoltà per gli abitanti di Parigi, che determinò lo scontro con le truppe di Versailles, furono causa principale della sua malattia: morì a Parigi il 13 maggio 1871 ed è stato sepolto nel cimitero di Père-Lachaise.
Oggi, una delle strade che portano all'Opéra di Parigi, così come la stazione RER più vicina, sono a lui intitolate.

## Opere

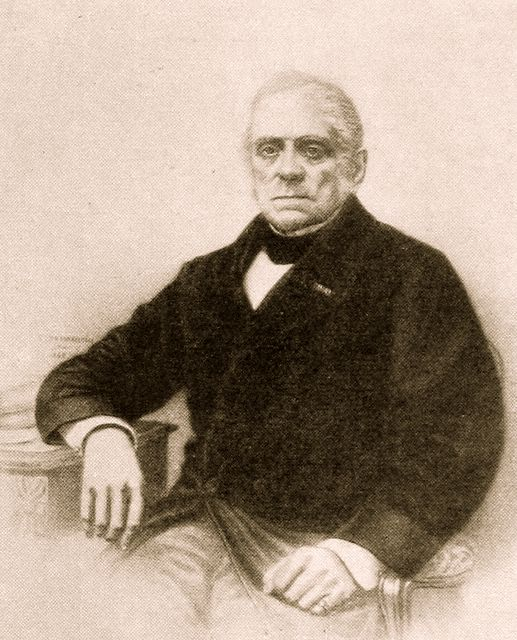
Daniel-François Auber (1869).

Sono qui elencate, in ordine cronologico, le opere liriche composte da Auber. Tra parentesi, data e luogo della prima rappresentazione.
- L'erreur d'un moment (1805, Salle Doyen, Parigi)
- Jean de Couvin (settembre 1812, Château de Chimay, Belgio)
- Le séjour militaire (27 febbraio 1813, Opéra-Comique, Parigi)
- Le testament et les billets-doux (18 settembre 1819, Opéra Comique, Parigi)
- Le bergère châtelaine (27 gennaio 1820, Opéra Comique, Parigi)
- Emma, ou La promesse imprudente (7 luglio 1821, Opéra Comique, Parigi)
- Leicester, ou Le château de Kenilworth (25 gennaio 1823 Opéra Comique, Parigi)
- La Neige, ou Le nouvel Éginhard (8 ottobre 1823, Opéra Comique, Parigi)
- Vendôme en Espagne (5 dicembre 1823, Théâtre de l'Opéra, Parigi con Adolphe Nourrit)
- Les trois genres (27 aprile 1824, Théâtre de l'Odéon, Parigi)
- Le concert à la cour, ou la débutante (3 giugno 1824, Opéra Comique, Parigi)
- Léocadie (4 novembre 1824, Opéra Comique, Parigi)
- Le Maçon (3 maggio 1825, Opéra Comique, Parigi)
- Le timide, ou le Nouveau séducteur (30 maggio 1826, Opéra Comique, Parigi)
- Fiorella (28 novembre 1826, Opéra Comique, Parigi)
- La muette de Portici [Masaniello] (29 febbraio 1828 Théâtre de l'Opéra, Parigi)
- La fiancée (10 gennaio 1829, Opéra Comique, Parigi)
- Fra Diavolo, ou L'hôtellerie de Terracine (28 gennaio 1830, Opéra Comique, Parigi)
- Le dieu et la bayadère, ou La courtisane amoureuse (13 ottobre 1830, Théâtre de l'Opéra, Parigi)
- Le philtre, libretto di Eugène Scribe (20 giugno 1831, Théâtre de l'Opéra, Parigi con Adolphe Nourrit e Nicolas-Prosper Levasseur)
- La marquise de Brinvilliers (31 ottobre 1831, Théâtre de l'Opéra, Parigi)
- Le serment, ou Les faux-monnayeurs, libretto di Eugène Scribe (1º ottobre 1832, Théâtre de l'Opéra, Parigi con Nourrit, Prosper Dérivis e Levasseur)
- Gustave III, ou Le bal masqué (27 febbraio 1833, Théâtre de l'Opéra, Parigi successo con Marie-Cornélie Falcon, Adolphe Nourrit e Levasseur)
- Lestocq, ou L'intrigue et l'amour (24 maggio 1834, Opéra Comique, Parigi)
- Le cheval de bronze (23 marzo 1835, Opéra Comique, Parigi)
- Actéon (23 gennaio 1836, Opéra Comique, Parigi)
- Les chaperons blancs (9 aprile 1836, Opéra Comique, Parigi)
- L'ambassadrice (21 dicembre 1836, Opéra Comique, Parigi)
- Le domino noir (2 dicembre 1837, Opéra Comique, Parigi)
- Le lac des fées, libretto di Eugène Scribe e Mélesville (1º aprile 1839, Théâtre de l'Opéra, Parigi con Rosina Stoltz, Gilbert-Louis Duprez e Levasseur)
- Zanetta, ou Jouer avec le feu (18 maggio 1840, Opéra Comique, Parigi)
- Les diamants de la Couronne (6 marzo 1841, Opéra Comique, Parigi)
- Le duc d'Olonne (4 febbraio 1842, Opéra Comique, Parigi)
- La part du diable (16 gennaio 1843, Opéra Comique, Parigi)
- La sirène (26 marzo 1844, Opéra Comique, Parigi)
- La barcarolle, ou L'amour et la musique (22 aprile 1845, Opéra Comique, Parigi)
- Les premiers pas (15 novembre 1847, Opéra national, Parigi)
- Haydée, ou Le secret (28 dicembre 1847, Opéra Comique, Parigi)
- L'enfant prodigue, libretto di Eugène Scribe (6 dicembre 1850, Théâtre de l'Opéra, Parigi)
- Zerline, ou La corbeille d'oranges, libretto di Eugène Scribe (16 maggio 1851, Théâtre de l'Opéra, Parigi con Giulia Grisi e Marietta Alboni)
- Marco Spada (21 dicembre 1852, Opéra Comique, Parigi)
- Jenny Bell (2 giugno 1855, Opéra Comique, Parigi)
- Manon Lescaut (23 febbraio 1856, Opéra Comique, Parigi)
- La Circassienne (2 febbraio 1861, Opéra Comique, Parigi)
- La fiancée du roi de garbe (11 gennaio 1864, Opéra Comique, Parigi)
- Le premier jour de bonheur (15 febbraio 1868, Opéra Comique, Parigi)
- Rêve d'amour (20 dicembre 1869, Opéra Comique, Parigi)